# Велетенська саламандра
Велетенська саламандра (Andrias) — рід хвостатих земноводних родини критозябрецеві. Має 4 сучасних види.

## Опис
Загальна довжина представників цього роду коливається від 1,44 до 1,8 м. Голова коротка, проте доволі широка. Очі маленькі. Тулуб дещо плаский. Шкіра м'яка, бородавчаста. З боків та на лапах є шкіряні складки. Кінцівки не дуже великі, проте сильні й товсті. Передні мають 4 пальці, а задні — 5. Хвіст стиснуто з боків.
Забарвлення спини сіро-буре або коричнювате з чорними нечіткими плямами. Черево має світло-сірий колір.

## Спосіб життя
Полюбляють помірно швидкі течі у річках та струмках. Ведуть водний спосіб життя. Вдень ховаються під камінням. Активні вночі. Живляться безхребетними, жабами, гризунами. Полюють за здобиччю із засідки.
Це яйцекладні амфібії. Самиця відкладає до 200 яєць. Метаморфоза триває до 1 року.
М'ясо велетенських саламандр місцеві мешканці вживають в їжу.

## Розповсюдження
Мешкають у східному Китаї та в Японії.

## Види
- Andrias davidianus
- Andrias japonicus
- Andrias jiangxiensis
- Andrias sligoi
- †Andrias bohemicus
- †Andrias matthewi
- †Andrias scheuchzeri